# Syndactyla
Genre
Le genre Syndactyla regroupe six espèces de passereaux appartenant à la famille des Furnariidae.

## Liste des espèces
D'après la classification de référence (14.1, 2024) du Congrès ornithologique international (ordre phylogénique) :
- Syndactyla guttulata – Anabate à gouttelettes
- Syndactyla subalaris – Anabate vergeté
- Syndactyla rufosuperciliata – Anabate à sourcils fauves
- Syndactyla ruficollis – Anabate à cou roux
- Syndactyla dimidiata – Anabate mantelé
- Syndactyla roraimae – Anabate à gorge blanche
- Syndactyla ucayalae – Anabate à bec retroussé
- Syndactyla striata – Anabate de Bolivie